# Sama-Bajaw jezici
Sama-Bajaw jezici, jedna od glavnih jezičnih skupina malajsko-polinezijske porodice, koja obuhvaća (9) jezika (po novijoj klasifikaciji 8) kojima se služi nekoliko naroda na Filipinima, Indoneziji i Maleziji. Ovi jezici dalje se dijeli na dvije (donedavno tri) uže podskupine, to su:
a) Abaknon (1), Filipini: inabaknon;
b) Sulu-Borneo (7) Indonezija, Malezija, Filipini: bajau (2 jezika: indonezijski i zapadna obala), balangingi, mapun, sama (3 jezika: centralni, južni i pangutaran).
:c) Yakan (1), Filipini: yakan, ovaj jezik danas se vodi kao član paitanskih jezika jezika.

## Vanjske poveznice
- Ethnologue (14th)